# Free Creek
A Free Creek egy rövid életű zenei supergroup volt, amely 1969-ben működött. Első és egyetlen nagylemezüket 1973-ban jelentették meg, és többször is kiadták felújított (remastered) verzióban, szám szerint 1976-ban, 2002-ben és 2006-ban. Az együttesben több híres zenész is szerepelt. Feloszlásuk dátuma ismeretlen.

## Tagjai
- Jeff Beck - gitár
- Delaney Bramlett - gitár
- Bill Chase - trombita
- Billy Chesboro - karmester
- Eric Clapton - gitár
- Tom Cosgrove - ének
- Richard Crooks - dobok
- Chris Darrow - hegedű
- Richard Davis - basszusgitár
- Bob Dean - harsona
- Adolfo de la Parra - dobok
- Louis del Gatto - harsona
- Didymus - ütős hangszerek
- Dr. John - zongora
- Earle Doud - karmester, ének
- Keith Emerson - orgona
- Joe Farrell - furulya
- Howard Feiten - gitár
- Jimmy Greenspoon - billentyűk
- Harry Hall - trombita
- Hilda Harris - ének
- Timmy Harrison - ének
- Carol Hunter - gitár
- Bob Keller - harsona
- Mark Klingman - orgona
- Bernie Leadon - gitár
- John London - basszusgitár
- Tom Malone - harsona
- Harvey Mendel - gitár
- Roy Markowitz - dobok
- Eric Mercury - ének
- Geri Miller - ének
- Mitch Mitchell - dobok
- Meco Monardo - harsona
- Larry Packer - hegedű
- Chuck Rainey - basszusgitár
- Elliott Randall - gitár
- Red Rhodes - gitár
- Douglas Rodriquez - gitár
- Linda Ronstadt - ének
- Alex Rubin - trombita
- Todd Rundgren - gitár
- Valerie Simpson - ének
- Bob Smith - orgona
- Lew Soloff - trombita
- Maretha Stewart - ének
- Larry Taylor - basszusgitár
- John Ware - dobok
- Jack Wilkins - gitár
- Chris Wood - furulya
- Stu Woods - basszusgitár

## Diszkográfia
- Music from Free Creek (stúdióalbum, 1973)